# Jutta Müller (Eiskunstläuferin)

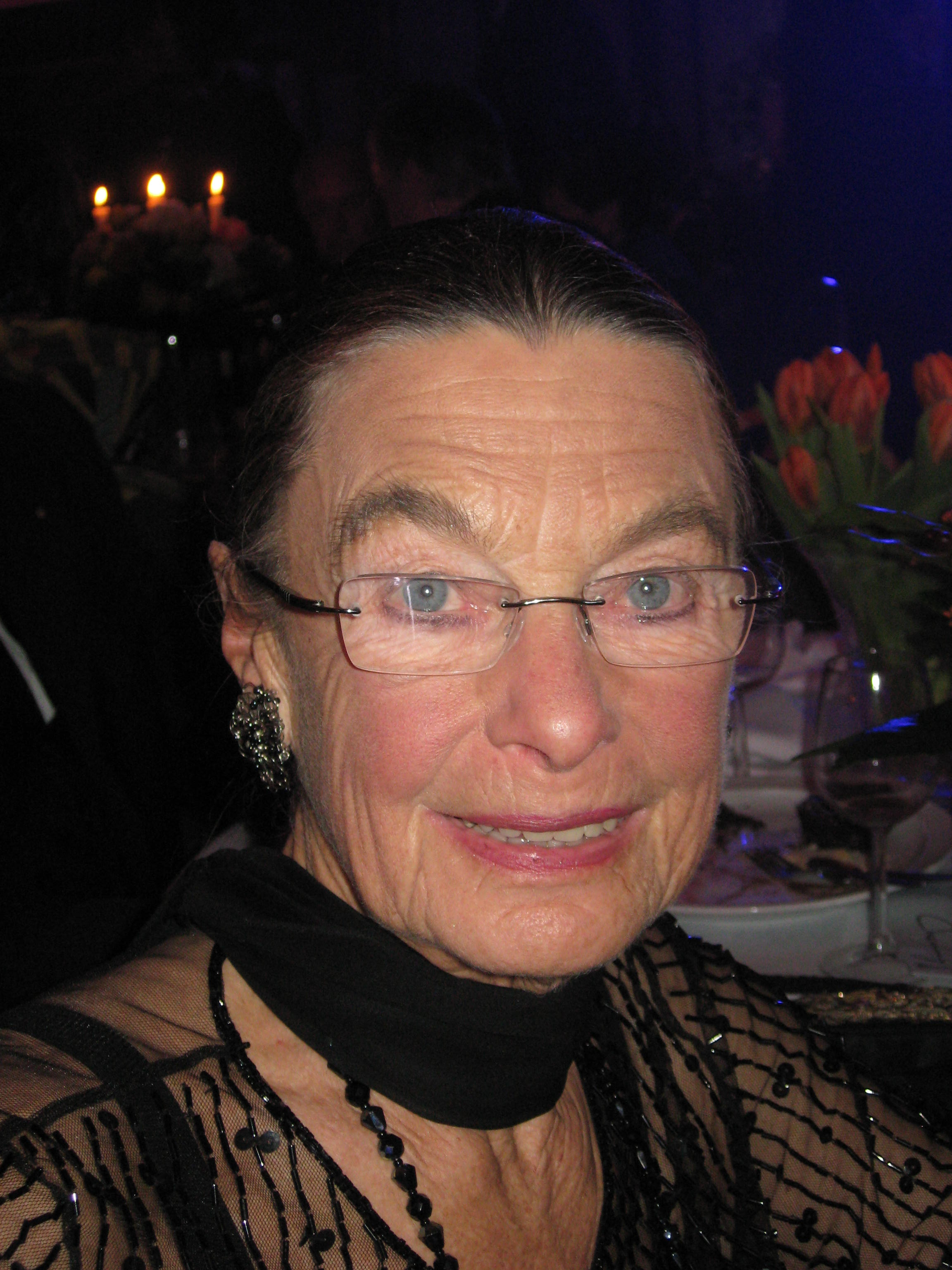
Jutta Müller (2009)

Jutta Müller (* 13. Dezember 1928 als Jutta Lötzsch in Chemnitz; † 2. November 2023 in Bernau bei Berlin) war eine deutsche Eiskunstläuferin. Sie war vor allem als Trainerin erfolgreicher Eiskunstläuferinnen und Eiskunstläufer bekannt. Die von ihr Trainierten gewannen insgesamt drei olympische Goldmedaillen, zehn Welt-, 18 Europa- und 42 DDR-Meistertitel.

## Leben

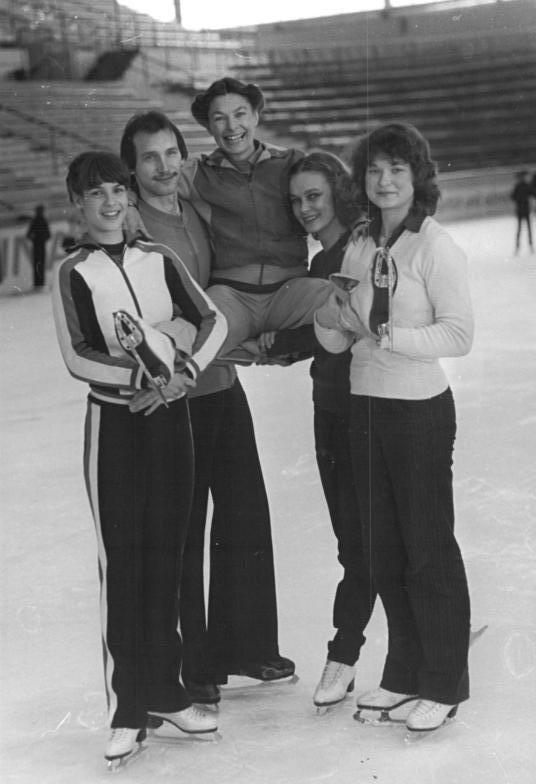
Jutta Müller (1982), getragen von vier erfolgreichen Schützlingen (von links: Katarina Witt, Jan Hoffmann, Gaby Seyfert, Anett Pötzsch)

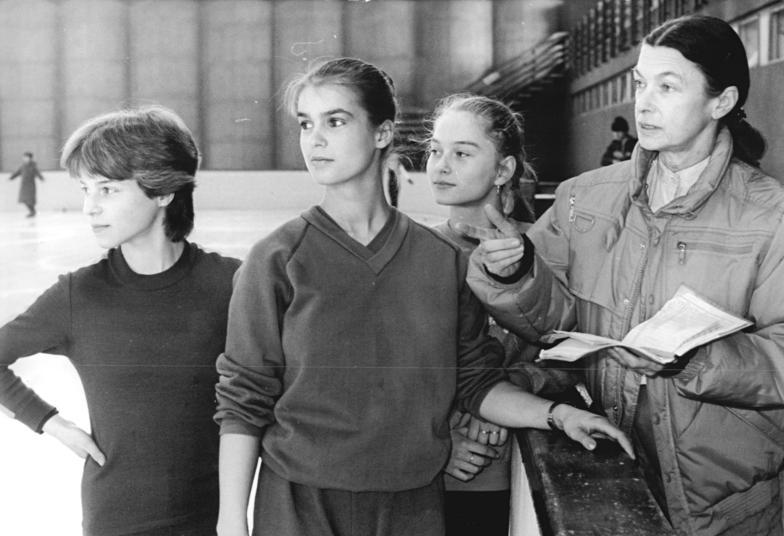
Simone Lang, Katarina Witt, Constanze Gensel und Jutta Müller (von links) in Karl-Marx-Stadt, 1984

Jutta Müller wuchs in Chemnitz auf. Ihre Eltern waren der Lokomotivführer Emil Lötzsch, der 1930 sächsischer Meister im Ringen wurde, und dessen Ehefrau Marie Lötzsch geb. Prußky. Ab 1946 war sie Mitglied in der Sozialistischen Einheitspartei Deutschlands (SED).
Aus ihrer ersten Ehe mit Wolfgang Seyfert hat sie eine Tochter, Gabriele Seyfert. In zweiter Ehe war sie von Dezember 1955 bis zu seinem Tod im Jahr 2016 mit Bringfried Müller verheiratet, einem ehemaligen DDR-Fußballnationalspieler.
Im Sommer 2022 zog Jutta Müller aus ihrer Heimatstadt Chemnitz nach Bernau bei Berlin, wo sie in einem Pflegeheim lebte. Sie starb dort am 2. November 2023 knapp sechs Wochen vor Vollendung ihres 95. Lebensjahres. Am 13. Dezember 2023 wurde ihre Urne auf dem Städtischen Friedhof Chemnitz im Grab ihres Ehemannes beigesetzt.

## Karriere
Jutta Müller arbeitete nach dem Zweiten Weltkrieg zunächst als Lehrerin für Deutsch, Musik, Sport und Mathematik, bis sie in ihrer aktiven Zeit als Sportlerin von der Eiskunstläuferin Charlotte Giebelmann betreut und trainiert wurde. 1949 bekam sie den Titel „DDR-Meisterin im Paarlauf“ mit Irene Salzmann (infolge des Krieges gab es zunächst keine männlichen Partner). Im Einzellauf musste sie sich bei den DDR-Meisterschaften meist Inge Wischnewski geschlagen geben. Unter dem Namen Jutta Seyfert erreichte sie im Jahr 1953 den dritten Platz; im selben Jahr wurde sie DDR-Vizemeisterin im Rollkunstlauf.
Ab 1954 studierte Jutta Müller an der DHfK Leipzig. 1955 begann ihre Karriere als Eiskunstlauftrainerin beim SC Wismut Karl-Marx-Stadt. In den folgenden Jahrzehnten wurde sie eine der erfolgreichsten Trainerinnen der Welt. Sie führte zuerst ihre Tochter Gabriele Seyfert 1969 und 1970 zu zwei Weltmeistertiteln. Danach trainierte sie Günter Zöller, Jan Hoffmann, Sonja Morgenstern, Marion Weber, Anett Pötzsch, Constanze Gensel, Katarina Witt, Simone Lang, Evelyn Großmann und Ronny Winkler.
Anlässlich ihres 90. Geburtstages 2018 entstand vom MDR Fernsehen das Fernsehportrait Die Eiskönigin aus Chemnitz – Ein Abend für Jutta Müller, durch das die Schauspielerin Petra Kelling führte.

## Auszeichnungen und Würdigungen
In der DDR erhielt Jutta Müller zahlreiche Auszeichnungen. So wurde sie 1980 mit dem Vaterländischen Verdienstorden in Gold und 1988 mit dem Karl-Marx-Orden ausgezeichnet. 1984 erhielt sie den Ehrentitel Held der Arbeit.
Für ihre Verdienste um den Eiskunstlauf wurde sie 2004 in die World Figure Skating Hall of Fame aufgenommen.
Am 12. Dezember 2008, dem Vortag ihres 80. Geburtstags, bekam Jutta Müller das Ehrenbürgerrecht der Stadt Chemnitz.
Anfang März 2024 wurde ihr zu Ehren das Eissport Zentrum Chemnitz in Jutta Müller Eissportzentrum umbenannt.

## Trivia
Auf eine Idee von Jutta Müller geht die Wismut-Aue-Vereinsfarbe violett zurück. Ihre Anregung gab ihr Ehemann, der Fußballer Bringfried Müller, an die Vereinsleitung weiter – die kurz darauf veilchenfarbene Trikots anfertigen ließ.
Im ZDF-Fernsehfilm Kati – Eine Kür, die bleibt (2024) wurde Jutta Müller von der Schauspielerin Dagmar Manzel verkörpert.